# Golden Gate National Recreation Area
Golden Gate National Recreation Area (GGNRA) is een groot Amerikaans recreatiegebied (NRA) rond de Baai van San Francisco, dat beheerd wordt door de National Park Service. Het trekt jaarlijks meer dan 13 miljoen bezoekers en is daarmee een van de best bezochte eenheden in het National Park System. Daarnaast is het een van de grootste stedelijke parken ter wereld: de Golden Gate National Recreation Area is meer dan dubbel zo groot als de stad-county San Francisco.
Het park is niet aaneengesloten, maar een verzameling van gebieden van het noorden van San Mateo County tot aan het zuiden van Marin County, en omvat delen van San Francisco. Tot het Golden Gate National Recreation Area behoren ook de toeristische trekpleisters Muir Woods National Monument, Alcatraz, Ocean Beach en het Presidio van San Francisco. In totaal heeft het gebied een kustlijn, inclusief die langs de baai, van 95 km. Er zijn meer dan 1200 verschillende plant- en diersoorten in het gebied.

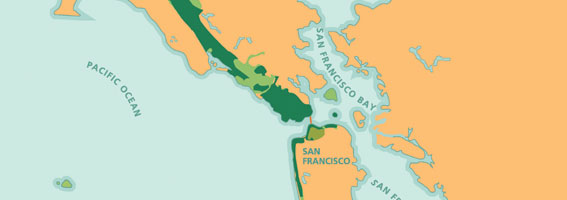
Ligging van Golden Gate National Recreation Area